# Maya Zankoul
Maya Zankoul (arabiska: مايا زنقول) (född 30 juni 1986 i Hasbaya, Libanon) är en libanesisk författare, bildkonstnär, bloggare och TV-personlighet. Hon är mest känd för sina skämtteckningar och sina satiriska tecknade serier som hon publicerat i sina böcker och i sin populära webbserieblogg Amalgam.

## Ungdom
Maya Zankoul växte upp i Jidda, Saudiarabien, och 2005 flyttade hon till sitt hemland Libanon, där hon blev filosofie kandidat i grafisk formgivning 2007 vid Notre Dame University – Louaize.

## Karriär
2009 började hon med webbseriebloggen Amalgam, illustrationer med kommentarer om det dagliga där hon blandar livet i Libanon från  socio-political synpunkt.
Hennes första bok, Amalgam, självpublicerade hon 2009, nåddeTop 5 på Virgin Megastores.
Sommaren 2010, efter att hon hade turnerat i Libanon med sin utställning Amalgame, publicerade hon sin andra bok, Amalgam Vol. 2.
I januari 2011 grundade hon sin egen designstudio i Beirut. Den italienska översättningen av hennes böcker publicerades av förlaget Il Sirente, och böckerna lanserades på Pisa Book Festival 2011.
I april 2013 var hon medgrundare till ett videobolag.

## Böcker

### Författare, illustratör
- Amalgam (2009) ISBN 978-9953-0-1521-7
- Amalgam Vol. 2 (2010) ISBN 978-9953-0-1846-1
- Beirut - New York (2016) ISBN 978-9953-0-3819-3

### Illustratör
I pressen
- Making it[11]
- The Global Journal[12]
- ELLE Oriental[13]
- ArabAd[14]

## TV
Zankoul gjorde sin första stora TV-debut med ett inslag där hon lärde ut hur hemmafruar kan använda sociala medier, ett inslag med titeln Bwa2ta. Inslaget hade premiär i augusti 2012 och sänds fortfarande varje tisdag på Future Television.
Zankoul har också hållit föreläsningar på American University of Beirut och har presenterat sitt verk ppå det första Creative Commons Salon i Amman, Jordanien och på Pecha Kucha Night 6 in Beirut.
I oktober 2011 presenterade Zankoul sin bok och sitt arbete för Spaniens dåvarande kronprins Felipe på ett campusparty event i Granada, Spanien.
I september 2013 deltog hon i ett samtal med titeln "War, Not A Serious Issue" med Paolo Di Giannantonio i Lucera, Italien vid ett tillfälle på Mediterranean Culture Festival.

## Utställningar
- "Samneh w 3asal" (2011) på Tawlet Souk el Tayeb (Beirut).[20][21][22]
- "Amalgame" (2009, 2010) på det franska kulturcentret, (Beirut, Saida, Tripoli, Deir el Qamar och Zahle centers).[6]

## Illustrationer
Zankoul har deltagit aktivt i illustrationer i lokala och regionala evenemang. Hon gjorde levande illustrationer på konferensen Arabnet 2010 och på17e Salon du Livre Francophone de Beyrouth.